# Dora Szafir
Dora Szafir (Florida, 26 de agosto de 1948), es una abogada, jueza, autora y profesora uruguaya.

## Biografía
Nació en Florida, donde vivió hasta los nueve años, luego vivió en Israel durante varios años y actualmente reside en Montevideo. Estudio abogacía en la Universidad de la República, donde dio clases de Derecho Privado II y III y de Relaciones de Consumo. También dio clases en la Universidad Católica de Uruguay.

## Libros
- 2018, El contrato de construcción.
- Accidentes de tránsito.
- Responsabilidad médica.